# ده سرخة (شيروان)
ده سرخة (بالفارسية: ده سرخه) هي مستوطنة تقع في إيران في قسم شیروان الريفي. يقدر عدد سكانها بـ 88 نسمة .